# アンドルー・ウィクター・シャリー
アンドルー・ウィクター・シャリー（Andrew Wiktor Schally, 1926年11月30日 - 2024年10月17日）、ポーランド名アンジェイ・ヴィクトル・シャリー（Andrzej Wiktor Schally）は、アメリカ合衆国の内分泌学者。
ポーランド、ヴィルノ（現リトアニア首都ヴィリニュス）生まれ。1977年にノーベル生理学・医学賞を受賞した。

## 来歴
ポーランド生まれであったが教育はスコットランドとイングランドで受けた。1952年にはカナダへ移住。マギル大学で内分泌学博士号を取得。同年アメリカ合衆国のチューレーン大学で主に研究を開始し、1962年にカナダ市民から合衆国市民へと帰化した。
脳による化学的な体のコントロールで彼は全く新しい領域を拓いた。また、産児制限と成長ホルモンの研究にも関わった。そしてロジェ・ギルマンと共に神経ホルモンGnRHのFSHとLHのコントロールを解明した。この研究で1977年に共にノーベル賞を得たロジェ・ギルマンとは壮絶な研究競争を繰り広げた、同書邦訳ことで有名である。こうして彼はクラクフのヤギェウォ大学の名誉博士号を授与された。
2024年10月17日に死去。97歳没。

## 受賞歴
- 1974年 ガードナー国際賞
- 1975年 アルバート・ラスカー基礎医学研究賞
- 1977年 ノーベル生理学・医学賞